# Yavapai-Prescott
La tribu Yavapai-Prescott es troba en una reserva de 1.413 acres (5,72 km²) al centre del comtat de Yavapai, al centre-oest d'Arizona. Té menys de 200 membres tribals. La tribu té un centre comercial, dos casinos i un hotel on la reserva confina amb la carretera estatal 69 a Prescott (Arizona). També hi ha un parc empresarial a la reserva fora de la carretera estatal 89 al nord de Prescott. El cens de 2000 va registrar una població resident de 182 persones a la reserva índia Yavapai-Prescott, 117 dels quals són d'ascendència ameríndia. El cap tribal durant 1940–1966 fou Viola Jimulla.
Els serveis encarregats de fer complir la llei són proporcionats pel Departament de Policia Tribal Yavapai-Prescott.